# Pro Finlandia
Pro Finlandia (с лат. — «За Финляндию») — высшая государственная награда Финляндии для деятелей искусств, присуждаемая с 1944 года. Награда представляет собой позолоченную медаль с изображением финского геральдического льва и является степенью Ордена Льва, носимой на нагрудной колодке, обтянутой красной лентой. Медаль вручают ежегодно в канун 6 декабря — Дня независимости Финляндии.

## Список награждённых

### 1944—1954
1944
- Адольфсон, Эдвин[швед.], актёр (Швеция)[1]
- Бейрон, Эйнар[швед.], придворный певец (Швеция)[1]
- Херцберг, Брита, оперная певица (Швеция)[1]
- Тидблад, Инга, актриса (Швеция)[1]
- Тигесен, Тиге[дат.], оперный певец (Дания)[1]
- Грам, Питер[дат.], композитор (Дания)[1]

1945
- Бакман, Миа
- Игберг, Карин[швед.], певица (Швеция)[1]

1946
- Хаавелинна, Стаава
- Линделёф, Хелми
- Пихламяки, Хилда
- Ванне, Кертту
- Эберт, Гарри[швед.], дирижёр (Швеция)[1]
- Моберг, Рут[швед.], оперная певица (Швеция)[1]
- Хансен, Макс[дат.], актёр (Дания)[1]

1947
- Гранфелт, Ханна
- Хасе, Эрнст Франс[фин.]
- Хелениус, Эстер
- Илмари, Вилхо[фин.]
- Ингман, Юнгве[фин.]
- Эдвин Лайне, режиссёр
- Линдберг, Берта[фин.]
- Линдстрём, Эрик, актёр
- Райтио, Пиркко[фин.]
- Саарнио, Каарло[фин.]
- Брико, Антония[нидерл.], дирижёр (США)[1]

1948
- Раутио, Катри[фин.]
- Туленхеймо, Лилли[фин.]
- Хаарла, Тююне[фин.]
- Сомерсальми, Урхо
- Корхонен, Аку[фин.]
- Алпо, Пекка[фин.]
- Ахолайнен, Ирья
- Элениус, Айно[фин.]
- Линко, Лахья
- Гресбек, Эрна[фин.]
- Коскинен, Ирья, балерина
- Йорма, Вруно[фин.]
- Мантила, Эмиль[фин.]
- Аарни, Каарло
- Хаанпяя, Пентти
- Игнатиус, Аньа[фин.]
- Каарио, Хелви[фин.]
- Койо, Вильо
- Луукконен, Эмиль[фин.]
- Мериканто, Аарре, композитор
- Мёрк, Анние[фин.]
- Сакселин, Александр, балетмейстер
- Паавола, Мартти[фин.]
- Пекканен, Тойво[фин.]
- Сеппянен, Унто[фин.]
- Уурто, Ирис[фин.]
- Юльхя, Юрьё, поэт

1949
- Эскола, Ууно
- Лайтила, Атте[фин.]
- Леппянен, Лаури

1950
- Бергрот, Керсти
- Эфверлунд, Албин[фин.]
- Фагер, Карл[фин.]
- Харсти, Рейно[фин.]
- Хаупт, Матти[фин.]
- Хорсма, Пайвиё[фин.]
- Йяннес, Пааво[фин.]
- Кари, Юсси
- Каски, Хейно[фин.]
- Куусисто, Танели[фин.]
- Мянтюнен, Тийтус[фин.]

1951
- Эрьякка, Лююли[фин.]
- Хеллман, Элна[фин.]
- Айрамо, Хеммо[фин.]
- Экелунд, Рагнар[фин.]
- Финне, Гуннар[фин.]
- Хови, Микко
- Грипенберг, Мэгги, балерина
- Лааксо, Ууно[фин.]
- Леппянен, Глори[фин.]
- Ринне, Ялмари[фин.]
- Снельман, Рут
- Теслефф, Эллен, художница
- Бретти, Беатрис[фр.], актриса (Франция)[1]
- Мейер, Жан[фр.], актёр (Франция)[1]

1952
- Эронен, Элла
- Филен, Эмиль[фин.]
- Риппас, Татьяна фон[фин.]
- Хилден, Айли Дагмар[фин.]
- Валтари, Мика Тойми, писатель
- Вуолийоки, Хелла, писательница
- Иконен, Лаури, композитор
- Иконен, Юрьё
- Пелтонен, Аку[фин.]
- Пюлккянен, Тауно[фин.]
- Рислакки, Энсио
- Слангус, Аксель[фин.]
- Сомерсалми, Айли[фин.]
- Тенгстрём, Оскар[фин.]
- Сегельке, Торе[норв.], актриса (Норвегия)[1]

1953
- Хаапасало, Йоханнес, скульптор
- Хуттунен, Йорма[фин.]
- Ювела, Ленну[фин.]
- Колехмайнен, Элина[фин.]
- Лехесмаа, Арво[фин.]
- Линнала, Эйно[фин.]
- Диел, Йёста[фин.]
- Фоугстедт, Нильс-Эрик[фин.]
- Шауман, Сигрид[фин.]
- Миеттинен, Олли[фин.]
- Миккиля, Тимо[фин.]
- Пихлая, Элли[фин.]
- Квист, Герда[фин.]
- Ринне, Йоэл[фин.]
- Салминен, Сеере[фин.]
- Сейло, Мартти[фин.]
- Тухка, Аукусти[фин.]
- Вагер, Лассе[фин.]
- Варен, Матти[фин.]

1954
- Айтто, Анни[фин.]
- Аутере, Ханнес[фин.]
- Васстрём, Эрик[фин.]
- Вийриля, Рейно[фин.]
- Вреде, Герда[фин.]
- Ингберг, Эдвин[фин.]
- Кайпайнен, Эйно[фин.]
- Камппури, Вяйнё[фин.]
- Карто, Тойни[фин.]
- Копонен, Эркки[фин.]
- Косонен, Ээро[фин.]
- Люден, Эдвин[фин.]
- Нюландер, Керстин[фин.]
- Острём, Вернер[фин.]
- Пилгрен, Маю[фин.]
- Ранин, Саара[фин.]
- Ранталайнен, Элса[фин.]
- Ренвалл, Бен[фин.]
- Сундман, Анние[фин.]
- Тенгстрём, Эйя[фин.]
- Халонен, Фанни
- Экроос, Рюрик[фин.]
- Юркка, Эмми
- Юханссон, Юн[фин.]
- Ялас, Юсси, дирижёр

### 1955—1957
1955
- Вестерлунд, Нанню
- Вирккала, Тапио, художник
- Карло, Ниссе[фин.]
- Кианне, Юрьё[фин.]
- Лахтинен, Лаури[фин.]
- Эдвин Лайне, режиссёр, актёр
- Лесче, Яло
- Монтонен, Ууно[фин.]
- Мутанен, Анна
- Нифонтова, Люсия, балерина
- Нисканен, Тойво, артист балета
- Ниеминен, Сенни[фин.]
- Нюстрём, Элса[фин.]
- Раутиайнен, Калле[фин.]
- Ройне, Ээро[фин.]
- Сааринен, Юрьё[фин.]
- Сало, Аллан Адольф[фин.]
- Суонио, Мартта[фин.]
- Тантту, Эркки[фин.]
- Тохка, Сакари[фин.]
- Туракайнен, Элса[фин.]
- Туукканен, Вруно[фин.]
- Хаапанен, Сасу[фин.]
- Хонгелл, Йоран[фин.]
- Чорелл, Валентин[фин.]
- Юнг, Дора[фин.]
- Яаскеляйнен, Лемпи

1956
- Брёйер, Мартта Алина[фин.]
- Венескоски, Герда
- Карто, Анитра, актриса
- Коскимиес, Ээро[фин.]
- Нелимаркка, Ээро
- Пайчева, Мария, балерина
- Пилтти, Леа
- Салин, Алф
- Сяйля, Айри
- Тукиайнен, Аймо, скульптор
- Фурухьельм, Эрик, композитор
- Халлас, Лийси[фин.]
- Хилден, Каарло[фин.]
- Хурстинен, Суло[фин.]
- Эхо, Хуго[фин.]
- Янкелов, Сари[фин.]
- Яухиайнен, Оскари[фин.]
- Дальбек, Эва, актриса (Швеция)[1]
- Вольгрен, Гунн, актриса (Швеция)[1]

1957
- Бар, Маргарета фон, балерина
- Ге, Жорж, балетмейстер
- Кокко, Юрьё, писатель
- Франк, Кай, дизайнер
- Головин, Лео
- Юханссон-Папе, Лиса[фин.]
- Каянус, Кай
- Каянус-Бленнер, Лиллю
- Йоуко, Энсио[фин.]
- Костиа, Осси[фин.]
- Куусоя, Майю[фин.]
- Кютё, Каарло[фин.]
- Лааксо, Арттури[фин.]
- Лахти, Тойво[фин.]
- Лайне, Дорис, балерина
- Леппянен, Кайсу[фин.]
- Левин, Наум[фин.]
- Лонгхолм, Сюлвелин[фин.]
- Линко-Малмио, Лийса
- Меренмаа, Мартти[фин.]
- Муона, Тойни[фин.]
- Пийронен, Юсси[фин.]
- Райта, Эйно[фин.]
- Рюселин, Герда
- Салин, Клаус, балетмейстер
- Тюрвяйнен, Вейкко[фин.]
- Валкама, Рейно
- Виллебранд-Холлмерус, Маргит фон[фин.]
- Вирмайоки, Валттери[фин.]

### 1958—1961
1958
- Ангеркоски, Сийри, актриса
- Аро, Матти[фин.]
- Дрокила, Тойво[фин.]
- Энгблум, Рунар[фин.]
- Гебхард, Йоханнес[фин.]
- Хейсканен, Вяйнё[фин.]
- Хялли, Матти[фин.]
- Каява, Вильо, писатель
- Канерва, Аймо[фин.]
- Кархи, Кирсти[фин.]
- Контула, Мартта
- Корхонен, Осси[фин.]
- Лааксо, Ракел[фин.]
- Ноткола, Айно-Инкери[фин.]
- Лехто, Тойво[фин.]
- Лепистё, Хеймо[фин.]
- Ляхтеенмяки, Лео[фин.]
- Маннеркорпи, Юха[фин.]
- Мянтюля, Кюлликки[фин.]
- Пало, Тауно
- Ранттила, Мартти[фин.]
- Сала, Ойва[фин.]
- Салмелайнен, Эйно
- Сарпанева, Тимо, дизайнер
- Шилкин, Михаил, художник
- Стигелл-Хювёнен, Катри[фин.]
- Талви, Юсси[фин.]
- Валъюс, Хенню[фин.]
- Ванни, Сам, художник
- Верхо, Юрьё[фин.]
- Вяанянен, Эмма
- Винелл, Курт, актёр (Швеция)
- Коэн, Харриет, пианистка (Великобритания)[1]
- Фролинг, Эрик[швед.], актёр (Швеция)[1]
- Кронстрём, Биргит, актриса (Швеция)[1]
- Бьорлинг, Зигурд[швед.], придворный певец (Швеция) [1]
- Уланова, Галина Сергеевна, прима-балерина (СССР)[1]

1959
- Бергман, Эрик[фин.]
- Генняс, Мария[фин.]
- Седерстрём, Эва
- Коллиандер, Ина, художница
- Халттунен, Каарло[фин.]
- Хейкинхеймо, Майя[фин.]
- Хирвонен, Ууно[фин.]
- Хяйянен, Алли[фин.]
- Хямяляйнен, Хелви, поэтесса
- Карттунен, Лайла[фин.]
- Киннунен, Мартта[фин.]
- Карьявайнен, Калле[фин.]
- Куловеси, Эркки[фин.]
- Нюберг, Олави[фин.]
- Паавола, Йоуко[фин.]
- Палохеймо, Ойва[фин.]
- Раутаваара, Пентти[фин.]
- Ренвалл, Эсси[фин.]
- Тапиоваара, Илмари, дизайнер
- Туури, Оке[фин.]
- Тюнни-Хаавио, Аале Мария, поэтесса
- Уусикюля, Эйнари[фин.]
- Ваара, Элина[фин.]
- Вионойя, Вейкко[фин.]
- Вуори, Илмари[фин.]
- Бокстедт, Бертил[швед.], оперный режиссёр (Швеция)[1]
- Родин, Тедди[швед.], солист (Швеция)[1]
- Розен, Эльза Марианна фон, солистка (Швеция)[1]
- Поульсен, Адам[дат.], актёр (Дания)[1]

1960
- Аскола, Вилхо[фин.]
- Бэк, Юнгве[фин.]
- Коммондт, Бьярне[фин.]
- Эрстрём, Свен[фин.]
- Хаапалайнен, Эйно[фин.]
- Херво, Вяйнё[фин.]
- Хююрюнен, Эйно[фин.]
- Хямеранта, Тойво[фин.]
- Карма, Эрик, альтист
- Коскимиес, Пентти[фин.]
- Ламминхеймо, Каарло[фин.]
- Лехтинен, Урхо[фин.]
- Мякеля, Тойво[фин.]
- Никандер, Тойни[фин.]
- Рясянен, Эйно[фин.]
- Сийвола, Вилхо[фин.]
- Васара, Ээро[фин.]
- Кавли, Карин[швед.], театральный режиссёр (Швеция)[1]
- Фонтейн, Марго, танцовщица (Великобритания)[1]
- Сомес, Майкл[англ.], танцор (Великобритания)[1]

1961
- Рейман, Лийна
- Анттила, Эва[фин.]
- Ара, Туре[фин.]
- Бонсдорфф, Эдит фон[фин.]
- Энглунд, Эйнар, композитор
- Гардберг, Бертел[фин.]
- Хасе, Тююне[фин.]
- Марьянен, Каарло[фин.]
- Ниссинен, Ирма[фин.]
- Песонен, Олави[фин.]
- Салменхаара, Кюлликки[фин.]
- Соннинен, Ахти[фин.]
- Тиллот Тьерфелдер, Ольга фон[фин.]
- Томпури, Элли[фин.]
- Тёрне, Бенгт фон[фин.]
- Беллони, Кориолано, эксперт (Италия)[1]

### 1962—1967
1962
- Аалтонен, Маргарета[фин.]
- Ахо, Аарне[фин.]
- Ахтая, Аарно[фин.]
- Ангерво, Даги[фин.]
- Бакман, Фриц-Хуго
- Бандлер, Вивика
- Борг, Ким[фин.]
- Брюк, Рут, дизайнер
- Карлстедт, Микко[фин.]
- Эйнвертс, Паул[фин.]
- Челльберг, Фриэдль[фин.]
- Энкелл, Торгер[фин.]
- Кильпинен, Маргарет
- Лейвискя, Хелви
- Луома, Рауни[фин.]
- Мерилуото, Айла, поэтесса и писательница
- Пааволайнен, Олави, писатель
- Савикурки, Вильйо[фин.]

1963
- Бьёрклинд, Ханс[фин.]
- Энрот, Эрик, художник
- Хеллман, Оке[фин.]
- Хямеранта, Тауно[фин.]
- Каасинен, Албин[фин.]
- Кайпиайнен, Биргер, дизайнер
- Койстинен, Унто[фин.]
- Куосманен, Эло[фин.]
- Кууси, Хелми[фин.]
- Лаасио, Микко[фин.]
- Лехто, Лео[фин.]
- Лейно, Лаури[фин.]
- Мяенпяа, Арви[фин.]
- Пиетиля, Тууликки, художница
- Пуса, Унто[фин.]
- Рясянен, Кауко[фин.]
- Салин, Холгер[фин.]
- Салин, Айрис
- Сундблад-Халме, Хейди[фин.]
- Тола, Аксели[фин.]
- Варья, Хейкки[фин.]

1964
- Далман, Хелге[фин.]
- Валавуори, Олави[фин.]
- Ниеминен, Хейкки[фин.]
- Карлстедт, Бирьер[фин.]
- Гранрот, Арно[фин.]
- Хенриксон, Гундел[фин.]
- Иконен, Анса, актриса
- Конттинен, Хейкки[фин.]
- Миккола, Инке[фин.]
- Миесмаа, Тауно[фин.]
- Нурмесниеми, Антти, дизайнер
- Петяйя, Матти[фин.]
- Риутту, Лео[фин.]
- Салмела, Аарно[фин.]
- Силанен, Хилкка[фин.]

1965
- Борг, Олли[фин.]
- Крунвалль, Эрик, дирижёр
- Эрикссон, Улоф[фин.]
- Галлен-Каллела, Кирсти[фин.]
- Хенрикссон, Харри[фин.]
- Хяюринен, Ханнес[фин.]
- Лехтинен, Матти, певец
- Лоухисто, Антти
- Марттинен, Тауно[фин.]
- Метер-Бургстрём, Эрнст[фин.]
- Равандер-Рауас, Антон[фин.]
- Ирма Сейккула
- Симола, Ирья[фин.]
- Стегарс, Ролф[фин.]
- Туртиайнен, Арво
- Вялке, Лаури[фин.]
- Вялкки, Анита[фин.]

1966
- Андерсен, Харальд, дирижёр
- Блумберг, Йота[фин.]
- Форсблум, Энзио[фин.]
- Грёнвалл, Свен, художник
- Хилтунен, Эйла, скульптор
- Кандолин, Улъяс[фин.]
- Карнакоски, Кари, танцовщик
- Лахтинен, Мартти[фин.]
- Ларни, Мартти, писатель
- Лаурент, Мярта[фин.]
- Лятти, Инто, хореограф
- Райттила, Тапани[фин.]
- Шубак, Хенаке[фин.]
- Сюльвестерссон, Эльза, балерина
- Викайнен, Юсси[фин.]
- Воланен, Эева-Каарина[фин.]

1967
- Ахтола, Тайсто[фин.]
- Буем, Туомас фон[фин.]
- Хаавикко, Пааво, поэт
- Ингман-Палола, Катри[фин.]
- Йокела, Тапани[фин.]
- Кайярви, Юрьё[фин.]
- Койвисто, Илона[фин.]
- Курьенсаари, Матти[фин.]
- Маннер, Эева-Лийса[фин.]
- Меланен, Пентти[фин.]
- Мери, Веийо, писатель
- Ниеминен-Похьонен, Кертту[фин.]
- Лехтинен, Хилья
- Онкинен, Уно[фин.]
- Похьйола, Тууликки[фин.]
- Пяаккёнен, Пентти[фин.]
- Пяаккёнен, Ада[фин.]
- Раяла, Май-Лис, балерина
- Рентола, Рауха[фин.]
- Симберг-Эркстрём, Ура-Беата[фин.]
- Синерво, Эльви
- Турья, Илмари[фин.]
- Тюрккё, Марья[фин.]
- Вайнио, Аарне[фин.]

### 1968—1973
1968
- Аалтойла, Хейкки[фин.]
- Анхава, Туомас
- Бергрот, Рольф
- Коллиандер, Тито, писатель
- Энкель, Раббе, писатель
- Эсклда, Калле[фин.]
- Гранфельт, Эрик Пэр[фин.]
- Хакава, Аале[фин.]
- Йоенпелто, Эва
- Юханссон, Бенгт[фин.]
- Куула, Синикка[фин.]
- Тойво Люю
- Марттинен, Вейкко[фин.]
- Марвиа, Эйнари[фин.]
- Ульсон, Хагар
- Пеннанен, Яарно[фин.]
- Пеннанен, Эйла[фин.]
- Райалин, Бёрьйе Бернхард[фин.]
- Раутаваара, Эйноюхани, композитор
- Раутио, Эркки[фин.]
- Фадеечев, Николай Борисович, 'солист (СССР)[1]
- Плисецкая, Майя Михайловна, прима-балерина (СССР)[1]

1969
- Алгрен, Лаури[фин.]
- Витикка, Яак[фин.]
- Эло, Лассе[фин.]
- Хагфорс, Ирья, хореограф
- Ханнула, Симо[фин.]
- Хуовинен, Вейкко
- Хямяляйнен, Экке[фин.]
- Кауппи, Элис[фин.]
- Кивиккьяхо, Эйла[фин.]
- Кокконен, Сиркка[фин.]
- Коскинен, Антти[фин.]
- Лавонен, Ахти[фин.]
- Лукандер, Анитра[фин.]
- Эсколин-Нурмесниеми, Виокко[фин.]
- Пуллинен, Лайла[фин.]
- Пёусти, Лассе, актёр
- Ринне, Эйла[фин.]
- Сааринен, Эмиль[фин.]
- Салонен, Сюлви[фин.]
- Ваммелвуо, Анья, писательница

1970
- Блумберг, Эрик[фин.]
- Фавен, Маури[фин.]
- Хаттара, Пиа[фин.]
- Хейккиля, Ханну[фин.]
- Кивиярви, Харри[фин.]
- Куренниеми, Марьятта
- Кяхяри, Ирис[фин.]
- Лехтонен, Раули[фин.]
- Марьяпуро, Лийса[фин.]
- Метсоваара, Марьятта[фин.]
- Силфверберг, Сейя, балерина
- Ниеминен, Пертти[фин.]
- Нурмимаа, Сеппо[фин.]
- Нюстрём, Пер-Улоф[фин.]
- Пааси, Кайя[фин.]
- Раутиайнен, Вейкко[фин.]
- Румянцева, Марианна, балерина
- Селья, Сиркка[фин.]
- Тойвола, Хилкка[фин.]
- Вагер, Лейф[фин.]
- Векстрём, Бьёрн, ювелир
- Вяртси,  Хейкки[фин.]
- Кляйн, Питер[нем.], 'певец (Австрия)[1]

1971
- Хелиня, Хилкка[фин.]
- Каскипуро, Пентти[фин.]
- Коскинен, Паули[фин.]
- Лахтинен, Рейно[фин.]
- Ландстрём, Бьёрн[фин.]
- Лехтинен, Кауко[фин.]
- Линноваара, Юхани[фин.]
- Лумикангас, Пентти[фин.]
- Нумми, Юки[фин.]
- Рейёнен, Туули[фин.]
- Ринтала, Пааво, писатель
- Сакки, Терхо, скульптор
- Стурбом, Нильс-Бёрье[фин.]
- Тапио, Марко[фин.]
- Туулос, Телма[фин.]
- Винермо, Эмиль[фин.]
- Ландстрём, Бьорн[швед.], 'художник (Швеция)[1]

1972
- Антти, Ауне[фин.]
- Хюрю, Антти[фин.]
- Ирьяла, Пентти[фин.]
- Юнтту, Туре[фин.]
- Каллиолахти, Рейно[фин.]
- Лехтихалмес, Тауно[фин.]
- Лехто, Николай[фин.]
- Маннермаа, Эско[фин.]
- Кайванто, Киммо, скульптор
- Манто, Капо[фин.]
- Нурдстрём, Ларс-Гуннар[фин.]
- Нумми, Ласси, писатель
- Пухакка, Йоуко[фин.]
- Симонен, Сейя[фин.]
- Стилл, Нанни[фин.]
- Столберг, Марита[фин.]
- Тапиоваара, Тапио[фин.]
- Яикяа, Тауно[фин.]

1973
- Арвело, Ритва[фин.]
- Боиер-Поиярви, Вилле[фин.]
- Калерво, Лео[фин.]
- Карьялайнен, Кастехелми[фин.]
- Куннас, Кирси, писатель
- Лаукканен, Лео[фин.]
- Лонгбака, Ральф[фин.]
- Манни, Тармо
- Микконен, Ауне[фин.]
- Мяки, Ойли[фин.]
- Нумерс, Густав фон[фин.]
- Нуотио, Пекка[фин.]
- Саарикоски, Пентти, поэт
- Сёдерблум, Ульф[фин.]
- Талвела, Мартти, певец
- Терттула, Эуген[фин.]
- Улфссон, Биргитта[фин.]
- Уусимяки, Вейкко[фин.]
- Варди, Рафаэль[фин.]
- Вийтанен, Уско[фин.]

### 1974—1984
1974
- Алитало, Хейкки[фин.]
- Эрьякка, Хелви[фин.]
- Херво, Эркки[фин.]
- Яакола, Алпо[фин.]
- Килпи, Эва[фин.]
- Оллинкари, Лассе[фин.]
- Сааритс, Суло[фин.]
- Тулойсела, Матти[фин.]

1975
- Годзинский, Жорж де, дирижёр
- Ингвалл, Курт[фин.]
- Куукка, Нийло[фин.]
- Ларисто, Вирпи[фин.]
- Микола, Армас[фин.]
- Салама, Ханну, писатель
- Тикканен, Матти, артист балета
- Туоминен, Пентти[фин.]
- Вийкари, Вилхо[фин.]

1976
- Энглунд, Сорелла, балерина
- Форсселл, Кулликки[фин.]
- Хаммар, Ахти[фин.]
- Янссон, Туве, писательница
- Леивискя, Илта[фин.]
- Папинахо, Пентти
- Похьянхеймо, Вендла[фин.]
- Синисало, Вейкко
- Снеллман, Анита[фин.]
- Суосалми, Кертту-Каарина[фин.]
- Таппер, Кайн[фин.]
- Викайнен, Войтто[фин.]

1977
- Блумквист, Анни[фин.]
- Хартман, Мауно[фин.]
- Хемминг, Эва[фин.]
- Райттила, Анна-Майя[фин.]
- Рююнянен, Эва, скульптор
- Валтонен, Мартти
- Калуве, Роберт де, 'художник (Нидерланды)[1]

1978
- Карпелан, Бу, писатель
- Юлхя, Конста[фин.]
- Кахра, Калеви[фин.]
- Пяатало, Калле[фин.]
- Тандефелт, Лийси[фин.]

1979
- Аувинен, Ритва[фин.]
- Бруммер, Эва[фин.]
- Густафссон, Эрик Герман[фин.]
- Илвессало, Кирсти[фин.]
- Корхонен, Марья[фин.]
- Похьёла, Гуннар[фин.]

1980
- Ахонен, Ритва[фин.]
- Моллберг, Рауни[фин.]
- Шульц, Солвейг фон
- Тойкка, Ойва, дизайнер
- Утриайнен, Раймо[фин.]

1981
(не награждались)
1982
- Ахонен, Олави[фин.]
- Франсман, Холгер[фин.]
- Гресбек, Готтфрид[фин.]
- Хяйвяойя, Хейкии[фин.]
- Линдман, Оке, актёр и режиссёр
- Рекола, Миркка[фин.]
- Сиймес, Пентти[фин.]
- Тойкканен, Франс[фин.]
- Берглунд, Пааво, дирижёр
- Ниеминен, Арья[фин.]
- Панула, Йорма, дирижёр
- Пеннанен, Мартти[фин.]
- Вайникайнен, Матти[фин.]

1983
- Кайпайнен, Ану[фин.]
- Клемеля, Кости[фин.]
- Каккапупо, Юрьё[фин.]
- Рийккала, Райя[фин.]
- Тикканен, Айно-Майя[фин.]
- Вальякка, Тару[фин.]

1984
- Блумстедт, Юхана[фин.]
- Хейсканен, Оути[фин.]
- Холмберг, Калле[фин.]
- Хюннинен, Йорма[фин.]
- Куусисто, Илкка, композитор
- Норас, Арто[фин.]
- Орвола, Хейкки[фин.]
- Руут, Алпо[фин.]
- Саллинен, Аулис, композитор

### 1985—1996
1985
- Квефландер, Аннели[фин.]
- Куккасъярви, Ирма[фин.]
- Матсо, Рут[фин.]
- Рантанен, Улла[фин.]
- Туури, Антти, писатель
- Уотинен, Йорма, хореограф
- Хейно, Раймо, скульптор

1986
- Ангерво, Хелья[фин.]
- Хейнонен, Маури[фин.]
- Киманен, Сеппо[фин.]
- Мянтюнен, Рауно[фин.]
- Пасанен, Вейё[фин.]
- Сайонмаа, Арья[фин.]
- Сяйся, Эйно[фин.]
- Валкама, Ритва

1987
- Доннер, Йорн, писатель
- Хейнинен, Пааво[фин.]
- Кайра, Алисе[фин.]
- Куусела, Марьё[фин.]
- Кярки, Тойво[фин.]
- Мериляйнен, Уско, композитор
- Ринне, Тийна[фин.]
- Роувинен, Вяйнё[фин.]
- Сало, Элина[фин.]

1988
- Бергстрём, Харри[фин.]
- Бондестам, Анна[фин.]
- Култала, Калле[фин.]
- Лууканен, Элина[фин.]
- Мякеля, Ханну, писатель
- Ранин, Матти, актёр
- Рантанен, Кирсти[фин.]
- Рюхянен, Яакко[фин.]
- Салминен, Матти, певец
- Сандквист, Гунвор[фин.]
- Вестерлунд, Свен-Улоф[фин.]

1989
- Брандт, Нильс[фин.]
- Хаутала, Йорма[фин.]
- Хеловирта, Кауко[фин.]
- Йоэнполви, Мартти[фин.]
- Юнно, Тапио[фин.], скульптор
- Лааксонен, Лийсамайя[фин.]
- Пелтонен, Юхани
- Саркола, Аско, актёр и режиссёр
- Суомалайнен, Кари

1990
- Готони, Ралф[фин.]
- Корхонен, Кайса[фин.]
- Краузе, Том, певец
- Мякеля, Ристо[фин.]
- Осипов, Паул[фин.]
- Похьола,  Аньа[фин.]
- Раухала, Нийло[фин.]
- Сипинен, Арто[фин.]
- Бабс, Алис, 'певица (Швеция)[1]

1991
- Айха, Мартти[фин.]
- Форсстрём, Туа, поэтесса
- Грёнроос, Валтон[фин.]
- Комппа, Кейё[фин.]
- Лайне, Яаркко[фин.]
- Похьола, Эркки[фин.]
- Сиевяйнен, Яакко[фин.]

1992
- Халлберг, Улрика[фин.]
- Кирстиня, Вяйнё
- Лавонен, Майя[фин.]
- Лейвискя, Юха[фин.]
- Лундберг, Улла-Лена, писательница
- Метсянхеймо, Раймо[фин.]
- Салминен, Эско[фин.]
- Салонен, Эса-Пекка, дирижёр
- Сарасте, Юкка-Пекка, дирижёр
- Шауман, Йоран[фин.]
- Сегерстам, Лейф, дирижёр
- Тикканен, Мярта

1993
- Алфорс, Бенгт, драматург
- Фиэандт, Доррит фон[фин.]
- Хеласвуо, Микаэл[фин.]
- Хирвисаари, Лайла
- Кела, Рейё[фин.]
- Паасилинна, Арто, писатель
- Селла, Сеэла[фин.]
- Утрио, Каари, писательница
- Вяйсянен, Ханну[фин.]

1994
- Аарикка, Кайя[фин.]
- Бергхолм, Эйя-Элина[фин.]
- Идстрём, Анника[фин.]
- Каурисмяки, Аки, кинорежиссёр
- Каурисмяки, Мика, кинорежиссёр
- Виролайнен, Хейкки[фин.]

1995
- Кассила, Матти
- Луостаринен, Леена[фин.]
- Паккасвирта, Саара[фин.]
- Саанио, Матти[фин.]
- Терно, Нина[фин.]

1996
- Чудениус, Кай[фин.]
- Форсстрём, Ралф[фин.]
- Гулличсен, Кристиан[фин.]
- Крон, Инари[фин.]
- Куртэн, Мартин[фин.]
- Лойри, Веса-Матти, актёр
- Лунд, Тамара[фин.]
- Паасилинна, Эрно[фин.]
- Туркка, Сиркка[фин.]

### 1997—2009
1997
- Баргум, Юхан[фин.]
- Ханхийоки, Марьятта[фин.]
- Хелминен, Юсси[фин.]
- Иста, Теа, актриса
- Ялонен, Олли[фин.]
- Юльхя, Кари[фин.]
- Карьялайнен, Элина[фин.]
- Крон, Леена[фин.]
- Римала, Анника[фин.]
- Рюдман, Кари[фин.]

1998
- Анхава, Хелена[фин.]
- Элстеля, Кристийна[фин.]
- Хеландер, Вильгельм[фин.]
- Кангас, Юха[фин.]
- Лахденперя, Самппа[фин.]
- Лану, Олави[фин.]
- Пертту, Тапани[фин.]
- Сало, Яакко[фин.]
- Тарсала, Тарья-Тууликки[фин.]
- Уорбертон, Томас

1999
- Ахо, Калеви, композитор
- Араи, Йошико[фин.]
- Каллио, Исмо[фин.]
- Каму, Окко[фин.]
- Лаурила, Хейкки[фин.]
- Нурдгрен, Пер Хенрик[фин.]
- Пекканен, Майя[фин.]
- Сийкала, Ритва[фин.]
- Суоминен, Ойли[фин.]

2000
- Энкелл, Йоханна[фин.]
- Хиетанен, Рейно[фин.]
- Катрама, Йорма[фин.]
- Лехтинен, Рауно, дирижёр
- Маннила, Маркку[фин.]
- Рийппа, Эса[фин.]
- Ландер, Леена[фин.]
- Сирен, Эрви[фин.]
- Сюрья, Юхани[фин.]
- Вянскя, Осмо, дирижёр

2001
- Грён, Эйно[фин.]
- Кяхёнен, Ханну[фин.]
- Лаулаяйнен, Леена[фин.]
- Лиукко-Сундстрём, Хелья[фин.]
- Маттила, Карита, певица
- Оксанен, Ритва[фин.]
- Паатеро, Антти[фин.]
- Рууттунен, Эса[фин.]
- Санделин, Петер[фин.]
- Таппер, Харри[фин.]

2002
- Ийяс, Матти[фин.]
- Исокоски, Сойле[фин.]
- Яатинен, Тойво, скульптор
- Куннас, Маури, писатель
- Ласанен, Пентти[фин.]
- Литъя, Антти[фин.]
- Мякиля, Ярмо[фин.]

2003
- Ахти, Ристо[фин.]
- Хейккиля, Симо[фин.]
- Хейккинен, Микко[фин.]
- Килман, Кристер
- Китти, Томми[фин.]
- Лааксонен, Теро[фин.]
- Милонов, Пётр[фин.]
- Мустонен, Олли, музыкант
- Пуотила, Ритва[фин.]
- Сиркия, Раймо[фин.]
- Суни, Анники[фин.]
- Ландефорт, Лисбет[фин.]

2004
- Аронпуро, Кари[фин.]
- Хуови, Ханнеле[фин.]
- Ярвеля, Мауно[фин.]
- Олсони, Кристин[фин.]
- Ройне, Эско[фин.]
- Солберг, Кари[фин.]
- Тапиола, Марьятта, художница
- Турунен, Хейкки[фин.]
- Вайнио, Рийтта[фин.]
- Векстрём, Марьятта[фин.]
- Вуорила-Стенберг, Хенри[фин.]

2005
- Ахтила, Эйя-Лииза, художник
- Грооп, Моника[фин.]
- Хонкасало, Пирьё[фин.]
- Косонен, Маркку[фин.]
- Леппякоски, Райла[фин.]
- Оутинен, Кати, актриса
- Похьёлайнен, Пауно[фин.]
- Пуранен, Йорма[фин.]
- Рислакки, Ээро[фин.]
- Саариахо, Кайя, композитор
- Сааринен, Теро[фин.]
- Скифтесвик, Йони[фин.]
- Тийхонен, Илпо[фин.]

2006
- Дьюпшобака, Густав[фин.]
- Куясало, Матти[фин.]
- Лиеху, Ракел[фин.]
- Мякеля, Марика[фин.]
- Райттинен, Юсси[фин.]
- Ринтала, Юкка[фин.]
- Ройне, Эйла[фин.]
- Саммаллахти, Пентти[фин.]
- Вийтасало-Похьёла, Марита[фин.]
- Огрен, Йоста[фин.]

2007
- Бруун, Эрик[фин.]
- Катри Хелена, певица
- Юльхя, Пекка, скульптор
- Коскинен, Харри[фин.]
- Мякеля, Юкка[фин.]
- Роос, Нина[фин.]
- Сайсио, Пиркко[фин.]
- Сийкамяки, Арво, скульптор
- Силтанен, Юха[фин.]
- Снеллмань, Аньа[фин.]
- Стургорд, Юхан[фин.]

2008
- Hector, рок-музыкант
- Хейсканен, Кари[фин.]
- Кайла, Яан[фин.]
- Лааманен, Сеппо[фин.]
- Лемстрём, Суе[фин.]
- Нюютяйя, Оути[фин.]
- Паасикиви, Лилли[фин.]
- Пююккё, Киммо[фин.]
- Шултен, Бен аф[фин.]
- Вестё, Чель, писатель
- Вирккала, Маариа[фин.]

2009
- Ала-Пёллянен, Кари[фин.]
- Энкелл, Каролус[фин.]
- Идстрём, Туве[фин.]
- Карвинен, Анникки[фин.]
- Киннунен, Хейкки, актёр
- Клемола, Лееа[фин.]
- Мериканто, Укри[фин.]
- Пименофф, Вероника[фин.]
- Раатикайнен, Арья[фин.]
- Райттила, Ханну[фин.]
- Сарманто, Хейкки[фин.]
- Тийту, Тапио[фин.]
- Виртанен, Кари[фин.]

### 2010—2015
2010
- Аарнио, Ээро, дизайнер
- Ахвенайнен, Вейкко[фин.], музыкант
- Моника Фагерхольм, писательница
- Йокисало, Улла[фин.], художница
- Карьялайнен, Юхо[фин.], ходожник
- Лойри, Пекка[фин.], графический дизайнер
- Орамо, Сакари[фин.], дирижёр
- Руохонен, Лаура[фин.], драматург
- Смедлунд, Раббе[фин.], артист
- Тикка, Ээва[фин.], писательница
- Улениус, Яани[фин.], музыкант
- Ваара, Рой[фин.], художник-постановщик
- Ишимото, Фудзиво, художник по текстилю и керамике (Япония)[1]

2011
- Хардвик, Нейл[фин.], продюсер
- Кауханен, Пекка[фин.], скульптор
- Крийкку, Кари[фин.], музыкант
- Каренниеми, Эркки[фин.], музыкант
- Кварнстрём, Кеннет[фин.], хореограф
- Мялкки, Сусанна, дирижёр
- Пийппо, Кари[фин.], художник-график
- Рюёкяри, Маарит[фин.], театральный режиссёр
- Руохонен, Сеппо[фин.], оперный певец
- Рюёппю, Катарина[фин.], художница
- Тиайнен, Арья[фин.], писательница
- Виерикко, Веса[фин.], актёр
- Викман, Улла-Майя[фин.], художник по текстилю

2012
- Астала, Лаури, художник
- Бразерус, Элина, фотограф
- Фалла, Ритва[фин.], модельер
- Хукканен, Рейо, скульптор
- Келаранта, Тимо[фин.], фотохудожник
- Левола, Кари, писатель
- Линдберг, Магнус, композитор
- Ниеминен, Ханнеле, актриса
- Оксанен, Софи, писательница[4]
- Похьонен, Киммо, музыкант
- Стургордс, Юн, музыкант
- Вуори, Пекка[фин.], иллюстратор

2013
- Аалтокоски, Алпо[фин.]
- Вормала, Тимо[фин.]
- Канерво, Марья[фин.]
- Карьялайнен, Юкка[фин.]
- Каяндер, Исмо[фин.]
- Конттинен, Маркус, художник
- Ликсом, Роса, писательница
- Нюлунд, Камилла[фин.]
- Пелтокангас, Матти[фин.]
- Рантала, Ийро, музыкант
- Сааритса, Пентти[фин.]
- Сухонен, Паола, модельер
- Францен, Петер, актёр
- Хотакайнен, Кари, писатель

2014
- Анхава, Мартти, писатель
- Дукас, Кирсти[фин.]
- Кавен, Кари[фин.]
- Лоухи, Кристийна
- Пентик, Ану
- Рикман, Кристийна[фин.]
- Саволайнен, Вейкко[фин.]
- Сунд, Ларс[фин.]
- Сухола, Айно[фин.]
- Хаутала, Ханну, фотограф[7]

2015
- Кац, Даниэль, писатель
- Корхонен, Эркки, дирижёр
- Кяхкёнен, Сирпа, писатель
- Линдхольм, Юхани, переводчик
- Линту, Ханну, дирижёр
- Пуотила, Юкка[фин.]
- Тайпале, Рейо[фин.]
- Танг, Райли[фин.]
- Хобин, Агнета[фин.]
- Эло, Йорма, хореограф

### 2016—2020
2016
- Идман, Дик, актёр
- Кортелайнен, Анна, искусствовед
- Куусисто, Пекка, скрипач
- Лавонен, Куутти[фин.]
- Ниеминен, Кай[фин.]
- Орлов, Янина, переводчица
- Пёлёнен, Маркку[фин.]
- Суосало, Мартти[фин.]
- Талвитие, Вирпи[фин.]
- Терясвуори, Юхани[фин.]

2017
- Харьянне, Майкки[фин.]
- Хурме, Юха[фин.]
- Капари-Ятта, Яана[фин.]
- Куусисто, Яакко[фин.]
- Лехтинен, Туйя[фин.]
- Лоухимиес, Аку, кинорежиссёр
- Миккола, Марья-Леена, писательница
- Минккинен, Арно-Рафаэль[фин.]
- Мёллер, Марианне[фин.]
- Нукари, Пиркко[фин.]
- Петелиус, Пиркка-Пекка, актёр
- Пири, Маркку[фин.]
- Раухала, Осмо[фин.]
- Руухинен, Эркки[фин.]
- Виднэс, Карин[фин.]

2018
- Ахво, Эйя[вд]
- Анттила, Тапио[вд]
- Хюёкки, Матти[вд]
- Юва, Керсти[вд]
- Койвисто, Тармо[вд]
- Корхола, Марья[вд]
- Лавасте, Айла[вд]
- Лиулиа, Марита[вд]
- Ниссинен, Марьятта[вд]
- Парм, Тапани[вд]
- Пелтола, Сиркку[вд]
- Туоминен-Нийттюля, Кати[вд]

2019
- Арне, Тор[вд]
- Хинкка, Йорма[вд]
- Куоппамяки, Юкка, композитор
- Ниинилуото, Маарит[вд]
- Паюнен, Юкка-Пекка[вд]
- Пало, Мари[вд]
- Парвела, Тимо[вд]
- Перкиё, Сойли[вд]
- Сакса, Пертту[вд]
- Тиканмяки, Ансси[вд]
- Варис, Туула-Лиина[вд]
- Вилпас, Эйя[вд]
- Юли-Мунула, Пирьё[вд]

2020
- Хови, Сеппо[вд]
- Кюрё, Туомас[вд]
- Лехтолайнен, Леена[вд]
- Перко, Юкка[вд]
- Тапанинен, Улла[вд]
- Оксанен, Ауликки[вд]
- Ахола, Юсси[вд]
- Chris af Enehielm[фин.]
- Карттунен, Ансси, музыкант
- Лайне, Лаури[вд]
- Лехмуссаари, Райя[вд]
- Реймалуото, Тайсто[вд]
- Сирен, Кирси[вд]

### 2021—2025
2021
- Кескисарья, Теэму[фин.], историк
- Хеландер, Марья[англ.], фотохудожник
- Русанен-Картано, Йоханна[фин.]
- Бьёркман, Ханну-Пекка[англ.], актёр
- Кукконен, Пертти[фин.], скульптор
- Кумпуниеми, Аннийна[фин.], танцовщица, хореограф
- Лассила, Ансси[фин.], профессор
- Коуки, Микко[англ.], театральный режиссёр
- Нуутинен, Яни[фин.], артистка цирка
- Саха, Ханну[фин.], народный музыкант

2022
- Халонен, Кассу[фин.], музыкант
- Ялонен, Риитта[фин.], писатель
- Кайкконен, Каарина[фин.], скульптор
- Книхтиля, Элина, актриса
- Койвуниеми, Паула[фин.], певица
- Линдфорс, Тиина[фин.], танцовщица, хореограф
- Рантала, Ханнеле[фин.], визажист
- Расинмяки, Эйя[фин.], художник по текстилю
- Рийхимяки, Марьюкка[фин.], музыковед
- Синисало, Йоханна[фин.], писатель
- Тибблин, Йоахим[фин.], руководитель театра

2024
- Дальгрен, Ева, 'певица, автор песен (Швеция)[1]
- Ледин, Томас[швед.], певец (Швеция)[1]